# Alina Fjodorowa
Alina Janiwna Fjodorowa (ukrainisch Аліна Янівна Фьодорова, engl. Transkription Alina Fyodorova; * 31. Juli 1989 in Knjaschytschi, Ukrainische SSR, Sowjetunion) ist eine ukrainische Siebenkämpferin.

## Sportliche Laufbahn
2007 nahm Alina Fjodorowa erstmals an einem internationalen Großereignis, den Junioreneuropameisterschaften in Kaunas, bei denen sie den Wettkampf nicht beenden konnte, teil. 2008 wurde sie bei den Juniorenweltmeisterschaften in Bydgoszcz 18. 2011 belegte sie bei den U23-Europameisterschaften in Ostrava den sechsten Platz. Sie qualifizierte sich für die Weltmeisterschaften im südkoreanischen Daegu und wurde dort 21. 2012 belegte sie bei den Europameisterschaften in Helsinki den dreizehnten Platz. Bei den Halleneuropameisterschaften 2013 in Göteborg wurde sie Achte. 2014 gelang ihr der internationale Durchbruch, als sie bei den Hallenweltmeisterschaften in Sopot die Bronzemedaille mit 4724 Punkten gewann. Sie nahm auch an den Europameisterschaften in Zürich teil, konnte den Wettkampf diesmal aber nicht beenden. 2015 wurde sie bei den Halleneuropameisterschaften in Prag Siebte und bei den Weltmeisterschaften in Peking 17. Bei den Hallenweltmeisterschaften in Portland konnte sie ihre Bestleistung weiter steigern und gewann erneut die Bronzemedaille. Sie qualifizierte sich auch für die Olympischen Spiele 2016 in Rio de Janeiro, bei denen sie den 28. Platz belegte.

## Persönliche Bestleistungen
- Hochsprung: 1,90 m, 29. Juni 2013 in Tallinn
- Siebenkampf: 6278 Punkte, 5. Juli 2015 in Aubagne

| Disziplin    | Ergebnis    | Punkte |
| ------------ | ----------- | ------ |
| 100 m Hürden | 13,80 s     | 1007   |
| Hochsprung   | 1,87 m      | 1067   |
| Kugelstoßen  | 15,01 m     | 862    |
| 200 m        | 24,70 s     | 915    |
| Weitsprung   | 6,31 m      | 946    |
| Speerwurf    | 35,72 m     | 585    |
| 800 m        | 2:14,77 min | 896    |

- Fünfkampf (Halle): 4770 Punkte, 18. März 2016, Portland

| Disziplin   | Ergebnis    | Punkte |
| ----------- | ----------- | ------ |
| 60 m Hürden | 8,27 s      | 1068   |
| Hochsprung  | 1,85 m      | 1041   |
| Kugelstoßen | 15,44 m     | 890    |
| Weitsprung  | 6,33 m      | 953    |
| 800 m       | 2:20,42 min | 818    |